# Saint-Léry
Saint-Léry é uma comuna francesa na região administrativa da Bretanha, no departamento Morbihan. Estende-se por uma área de 1,58 km². Em 2010 a comuna tinha 203 habitantes (densidade: 128,5 hab./km²).